# 劉摯
劉摯（1030年—1098年1月8日），字莘老，永靜軍东光人，北宋政治人物。

## 生平
嘉祐四年中进士甲科，初任冀州南宫县令，政绩卓越。王安石对刘挚非常器重，提拔为检正中书礼房公事，王安石推行新法，刘挚卻上书陈述新法弊病。贬为衡州监管盐仓。元丰初年改任集贤院校理，後知大宗正寺丞，再擔任开封府推官。宋哲宗继位后，任秘书少监，官侍御史，與梁燾、王巖叟、刘安世同为朔黨领袖。元祐六年，拜尚书右仆射，与尚书左仆射吕大防共同执政，废弃新法。劉摯性峭直，後與呂大防有隙，御史杨畏劾奏劉摯，不久劉摯被罢相。绍聖四年（1097年）被流放新州，不久憤恨死。有《忠肃集》。

## 文化
- 顾炎武厌恶“文人”，好引刘挚之言：“士当以器识为先，一号为文人，无足观矣。”

- 劉摯與文人型愛開玩笑的官員蘇東坡不睦[2]。

## 延伸阅读
[在维基数据编辑]
 《宋史·卷340》，出自脱脱《宋史》
 在维基共享资源阅览影像